# Johann Sinnhuber
Hans Johann „Hanns“ Sinnhuber (* 27. März 1887 auf Gut Wilkoschen bei Gumbinnen; † 23. Oktober 1979 in Augsburg) war ein deutscher General der Artillerie im Zweiten Weltkrieg.

## Leben
Johann Sinnhuber war ein Sohn des Gutsbesitzers und Salzburger Exulanten Eduard Sinnhuber (1840–1927). Seine älteren Brüder waren der spätere Arzt Franz und der spätere Ingenieur Hermann.
Nach dem Abitur am Humanistischen Gymnasium der Friedrichsschule in Gumbinnen trat Joannes Sinnhuber Mitte April 1907 als Fahnenjunker in das 2. Ostpreußische Feldartillerie-Regiment Nr. 52 der Preußischen Armee in Königsberg ein. Ab Oktober 1907 absolvierte er die Kriegsschule in Danzig, wurde Ende 1907 zum Fähnrich befördert und bestand im Juli 1908 das Offiziersexamen. Ende 1908 wurde er als Leutnant auf eigenen Wunsch zur Reserve versetzt. Vom Wintersemester 1909 bis Sommersemester 1913 studierte er Neue Sprachen, Nationalökonomie und Jura in München, Lausanne, Berlin und Königsberg. Zeitgleich zum Studium nahm er an Reserveübungen teil und stellte im Januar 1914 seinen Antrag zur Reaktivierung. Ab April 1914 wurde er zur einjährigen Dienstleistung kommandiert.
Mit der Mobilmachung anlässlich des Ersten Weltkriegs 1914 war Sinnhuber Ordonnanzoffizier der I. Abteilung seines Stammregiments. Mitte August 1914, während der Schlacht bei Gumbinnen, wurde er Adjutant der II. leichten Feldhaubitz-Abteilung des Regiments. Für seinen Einsatz bei einer Patrouille mit Feindkontakt erhielt er das Eiserne Kreuz I. Klasse. Von Ostpreußen wurde er erst nach Polen, dann in die Karpaten und zurück nach Polen verlegt. Ab November 1915 war er als Oberleutnant und Regimentsadjutant tätig. Anfang März 1916 ging er an die Westfront, kämpfte bei Verdun und nahm an der Erstürmung Fort Vaux teil. Es folgte erneut die Verlegung an die Ostfront. Dort erfolgte seinen Kommandierung als Adjutant der 1. Feldartillerie-Brigade und Mitte Januar 1918 seine Beförderung zum Hauptmann. Für sein Wirken erhielt Sinnhuber am 29. Dezember 1917 das Österreichische Militärverdienstkreuz III. Klasse mit Kriegsdekoration sowie am 15. April 1918 das Ritterkreuz des Königlichen Hausordens von Hohenzollern mit Schwertern.
Nach Kriegsende schloss er sich dem ostpreußischen Grenzschutz an und war im November 1918 an der Befreiung von Königsberg von der Volksmarinedivision beteiligt.
Sinnhuber wurde in die Reichswehr übernommen und am 1. Februar 1923 Chef der 4. Batterie im 1. Artillerie-Regiment in Königsberg. Gleichzeitig war er bis 1927 Kommandoführer der dortigen Heereshandwerkerschule. Ab Februar 1927 war er als 1. Adjutant im Stab der 1. Division und avancierte im Juni 1929 zum Major. Im August 1933 wurde er zum Kommandeur der II. Abteilung des 3. Artillerie-Regiments in Frankfurt (Oder) ernannt und im Oktober 1933 zum Oberstleutnant befördert. Ab Oktober 1934 war er, ab September 1935 Oberst, Kommandeur des neu aufgestellten Artillerie-Regiments Elbing, welches ein Jahr später in Artillerie-Regiment 21 umbenannt wurde.
Ab März 1938 war Sinnhuber als Artillerie-Kommandeur 18 (ArKo 18) in Liegnitz tätig, im April 1939 zum Generalmajor befördert und blieb dies auch nach Beginn des Zweiten Weltkriegs. Von Ende Mai 1940 war er Kommandeur die 28. Infanterie-Division. Die Division führte er u. a. im Westfeldzug und dem Krieg gegen die Sowjetunion. Im April 1941 folgte seine Beförderung zum Generalleutnant. Am 5. Juli 1941 erhielt Sinnhuber das Ritterkreuz des Eisernen Kreuzes sowie am 27. August 1942 das Deutsche Kreuz in Gold.
Bis Mai 1943 blieb er Kommandeur der 28. Infanterie-Division und hatte bis dahin auch die ersten beiden Ladoga-Schlachten mitgemacht. Mitte Juli 1943 übernahm Sinnhuber als Kommandierender General das LXXXII. Armeekorps, welches zur Zeit der alliierten Landung in der Normandie in Nordfrankreich lag. Nach einer Auseinandersetzung mit Gauleiter Bürkel über Befehlsbefugnisse wurde Sinnhuber auf Drängen Himmlers im September 1944 in die Führerreserve versetzt. Anfang Oktober 1944 musste er sich u. a. wegen Kritik am Führer vor dem Kriegsgericht in Torgau verantworten und in der Folge erhielt er keine weitere Kommandierung. Das Verfahren wurde Anfang 1945 aus Mangel an strafbaren Handlungen eingestellt, sodass er ab Februar 1945 zum Kommandierenden General des Verteidigungsbereiches Hamburg-Bremen ernannt wurde. Himmler intervenierte und das Personalamt sah eine Verwendung in gleicher Eigenschaft an der Italienfront vor. Durch die Kapitulationsverhandlungen wurde diese Stelle aber nicht mehr durch Sinnhuber angetreten. Bei Werfer, nahe dem Ort von wo seine Vorfahren vor über 200 Jahren nach Ostpreußen gingen, kam er in US-amerikanische Kriegsgefangenschaft.
Kurze Zeit später wurde er mit einem US-amerikanischen Sonderauftrag versehen, welcher die Unterbringung der Kriegsgefangenen in den Alpentälern koordinieren sollte. Hierfür konnte er Waffen, Rangabzeichen und Orden behalten und wurde mit einem amerikanischen Ausweis ausgestattet. Anschließend bildete er in Augsburg einen Verbindungsstab zum Oberbefehlshaber General Patton. Es gelang ihm mit Hilfe der Amerikaner seine nach Thüringen evakuierte Familie nach Augsburg zu holen. Durch den Eisenhower-Erlass wurde er dann doch interniert. Anfang 1946 kam er nach mehreren Lagerwechseln nach Allendorf bei Marburg, wo die US-amerikanische Besatzungsbehörde deutsche Generäle zur Historical Division zusammenzogen. Er wurde Vorsitzender des Ehrenrates der Generale.
Mitte Mai 1947 wurde Sinnhuber aus dem automatischen Arrest entlassen. Er verdingte sich mit Gelegenheitsarbeiten und fand Anstellung bei einer Wirtschaftszeitung, zunächst als Abonnement-Werber. Von 1951 bis 1958 war er als Verlagsvertreter im Raum Nordbayern aktiv. Er blieb aber in Augsburg wohnen.
Anschließend befasste er sich nach seinem Ruhestand mit der Korrespondenz mit ehemaligen Kameraden. 1965 verlor er aufgrund eines Sturzes einen Teil seiner Sehkraft, sodass er viel seiner Freiheit verlor. 1971 starb seine Frau aufgrund eines Unfalls.
Ende April 1922 heiratete Hanns Sinnhuber Lotte Przikling (1901–1971).